# Andrea Peron

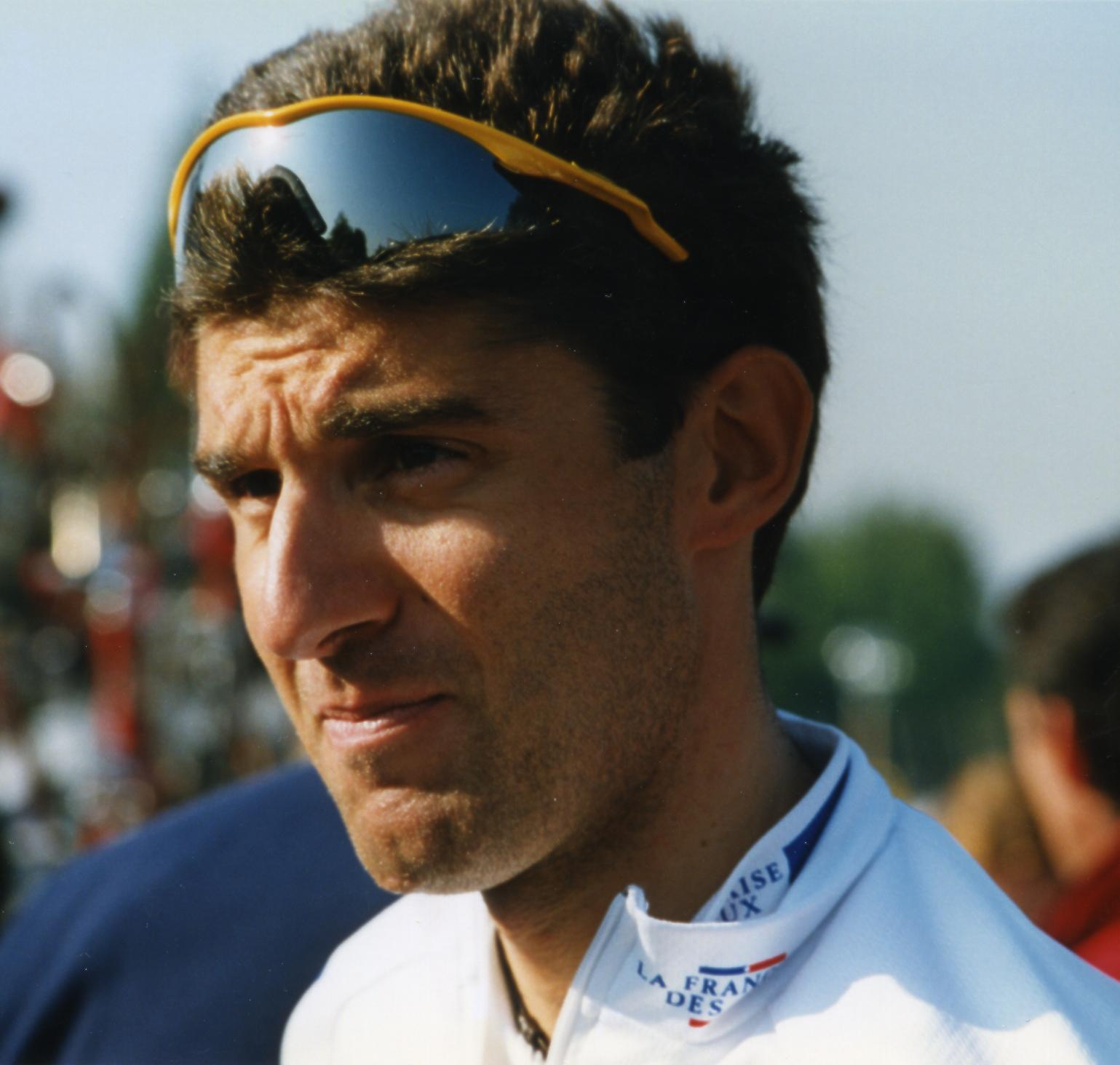
Andrea Peron, Paris–Nice 1997.

Andrea Peron, född den 14 augusti 1971 i Varese, Italien, är en italiensk tävlingscyklist som tog OS-silver i lagtempoloppet vid olympiska sommarspelen 1992 i Barcelona.

## Meriter
- Nationsmästerskapens tempolopp – 2001
- Olympiska sommarspelens lagtempo – 1992